# آیلین جویس
آیلین جویس (انگلیسی: Eileen Joyce؛ ۲۱ نوامبر ۱۹۰۷ یا ۱ ژانویه ۱۹۰۸ – ۲۵ مارس ۱۹۹۱) نوازنده پیانو اهل استرالیا بود.